# 황산염
황산염(黃酸塩)은 무기 화학에서 황산의 염이다. 황산 분자에 들어 있는 수소 원자의 일부나 전부를 금속 원자로 치환하여 얻는 화합물을 두루 가리킨다. 황산 이온이라 부르기도 한다.

## 이용
황산염은 화학 산업과 생물계에 모두 중요하다:
- 납 축전지는 일반적으로 황산염을 이용한다.
- 황산 구리는 일반적인 살조제이다.
- 황산 마그네슘은 수치료(therapeutic bath)에 쓰인다.
- 석고(황산 칼슘)는 플라스터 생성에 쓰인다.

## 기타 물질
| 분자식   | 이름                             |
| -------- | -------------------------------- |
| SO2− 5   | Peroxomonosulfate                |
| SO2− 4   | 황산염                           |
| SO2− 3   | 아황산염                         |
| S 2O2− 8 | 페록소 이황산                    |
| S 2O2− 7 | 피로황산염 (이황산염)            |
| S 2O2− 6 | 다이싸이온산염 (2티온산염)       |
| S 2O2− 5 | 메타중아황산                     |
| S 2O2− 4 | 디티온산                         |
| S 2O2− 3 | 티오황산염                       |
| S 4O2− 6 | 테트라티오네이트 (Tetrathionate) |

## 같이 보기
- 술폰산염
- 황